# جيمس كي كيرد

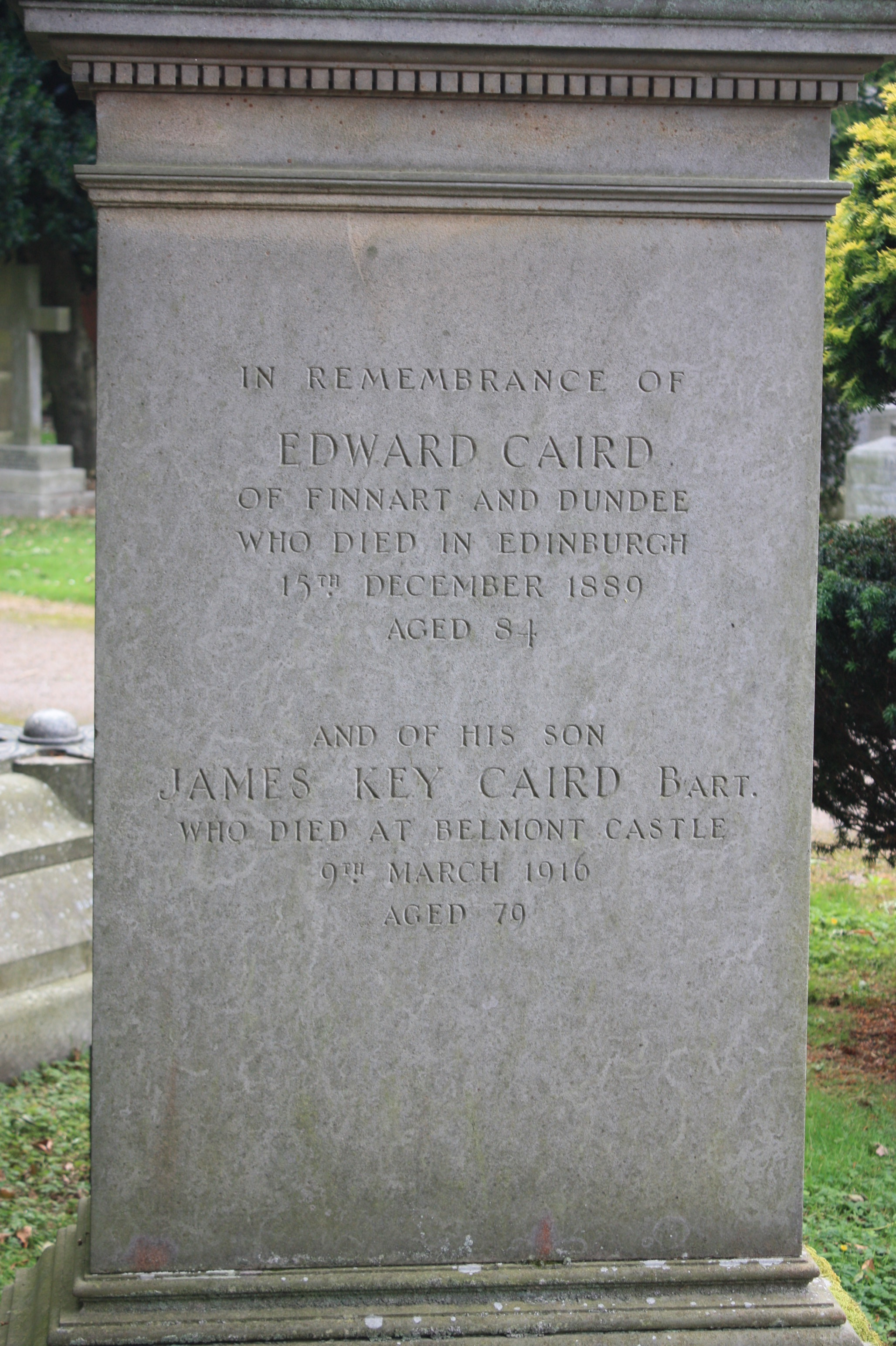
قبر كيرد، مقبرة دين

السير جيمس كي كيرد، البارون الأول (7 يناير 1837 - 9 مارس 1916) عالم رياضيات وبارون الجوت الإسكتلندي. كان أحد أنجح رواد الأعمال في شركة دندي، حيث استخدم أحدث التقنيات في شركته أشتون وكرايجي ميلز.
اشتهر كيرد باهتمامه بتقديم المساعدة المالية للبحث العلمي. كان أحد داعمي بعثة السير إرنست شاكلتون المشؤومة إلى القطب الجنوبي من عام 1914 إلى عام 1916.